# 小維爾德施泰勒山

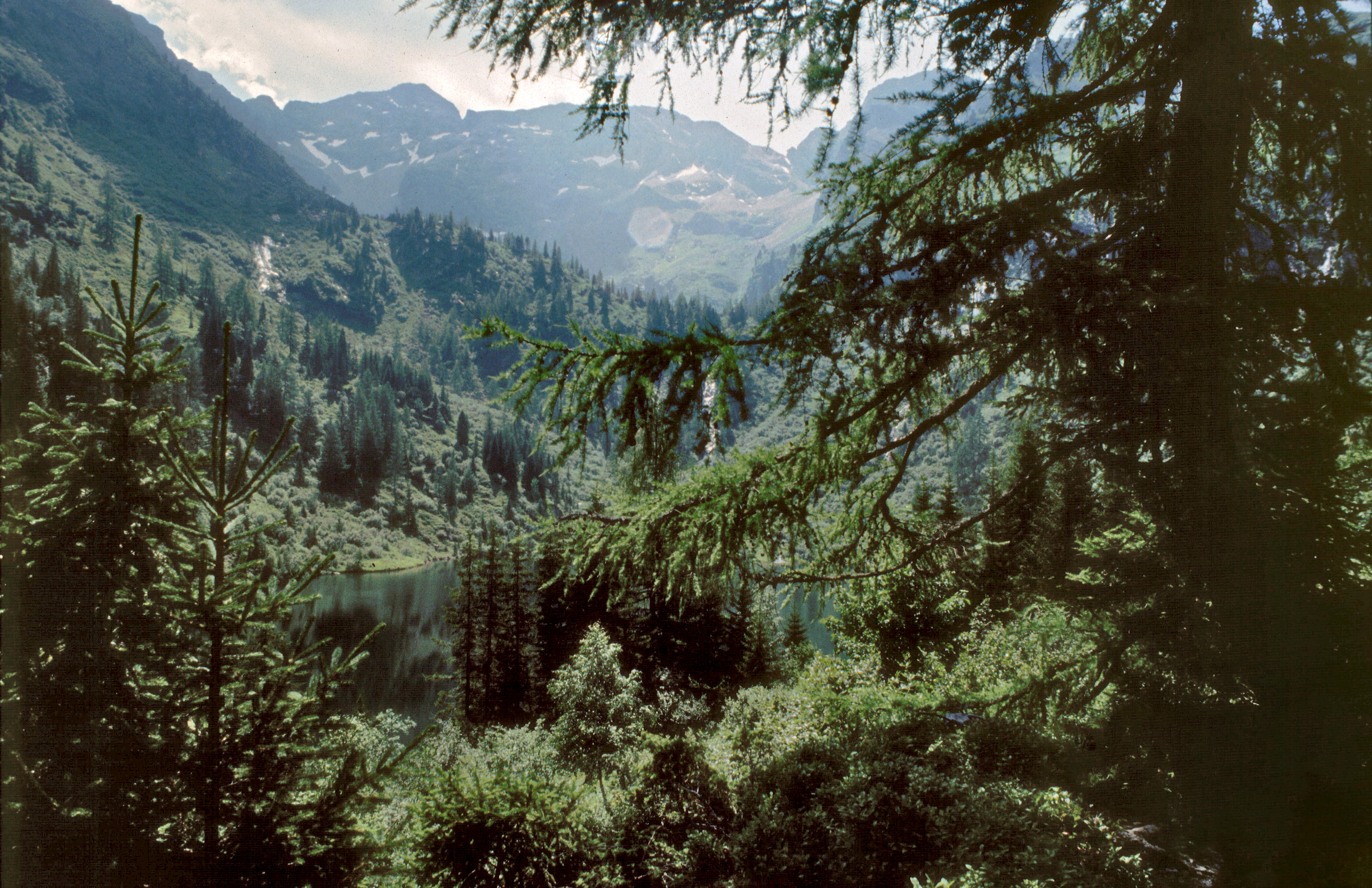

47°20′12″N 13°49′36″E / 47.33667°N 13.82667°E
小維爾德施泰勒山（德語：Kleine Wildstelle），是奧地利的山峰，位於該國東南部，由施泰爾馬克州負責管轄，屬於施拉德明陶恩山脈的一部分，距離霍赫維爾德施泰勒山0.4公里，海拔高度2,577米，每年平均降雨量2,029毫米。